# 米讷维尔勒班加尔
米讷维尔勒班加尔（法語：Muneville-le-Bingard，法語發音：[mynvil lə bɛ̃ɡaʁ]）是法国芒什省的一个市镇，属于库唐斯区。

## 地理
米讷维尔勒班加尔（49°7'15"N, 1°28'45"W）面积19.81 平方千米，位于法国诺曼底大区芒什省，该省份为法国西北部沿海省份，西、北、东北三面环大西洋，东起顺时针与卡爾瓦多斯省、奧恩省、马耶讷省和伊勒-维莱讷省接壤。
与米讷维尔勒班加尔接壤的市镇（或旧市镇、城区）包括：拉弗伊、热福斯、米利埃、皮鲁、圣索沃尔维拉日、滨海古维尔。

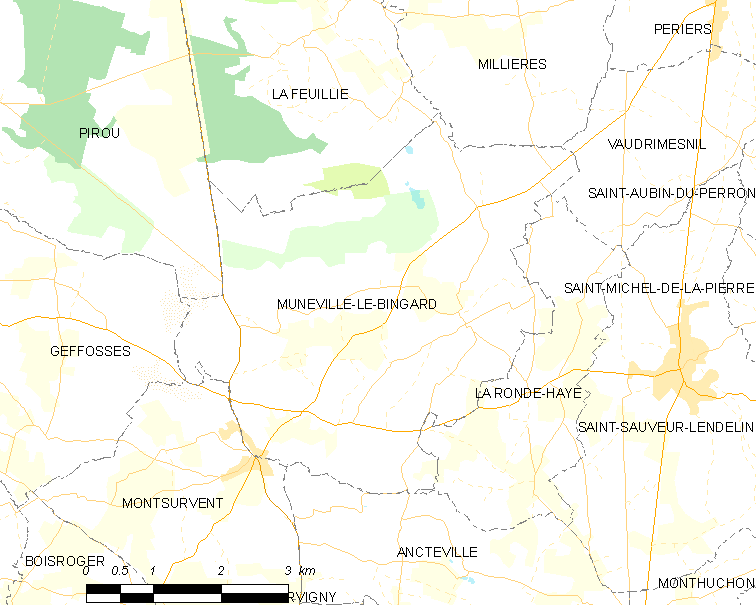
米讷维尔勒班加尔的OSM定位图

米讷维尔勒班加尔的时区为UTC+01:00、UTC+02:00（夏令时）。

## 行政
米讷维尔勒班加尔的邮政编码为50490，INSEE市镇编码为50364。

## 政治
米讷维尔勒班加尔所属的省级选区为阿贡-库坦维尔县。

## 人口

1962-2008年间米讷维尔勒班加尔人口变化图示

米讷维尔勒班加尔于2022年1月1日时的人口数量为730人。